# 良知組
二代目良知組本部事務所位於靜岡縣榛原郡吉田町大幡11-3，日本的指定暴力團（犯罪組織）之一・六代目山口組的2次團體。2008年10月，後藤組被解散後，分裂成「良知組」及「藤友會」兩勢力引繼；良知組初代全盛時期有直系組員38名（其中25名為後藤組直參）、構成員數約700人。

## 歷史
1969年前，良知政志在靜岡縣吉田町的愚連隊活動；之後，加入大頭龍落合一家，並與當時為三代目山口組伊堂組伊堂敏雄組長的舍弟・後藤忠政彼此已經是知己，1978年兩人更是交盃結緣。到1981年，良知政志創立「良知總業」為後藤組吉田支部，對於後藤組的勢力擴張有很大的貢獻，1987年「良知政志」被提拔為後藤組若頭，1990年、「良知總業」改名為「良知組」。
2008年10月14日， 山口組舍弟・後藤忠政（後藤組組長）遭山口組「除籍」處分事件後，其他直系：井奧會、三代目大門會、六代目角定一家、太田會、浅川會、二代目浅川一家、二代目一心會等7名連署聲援後藤忠政的山口組直系組長同遭「除籍」與「絕緣」處分，並於21日由山口組宣佈8人退出，組織解散或重組；同年11月5日，山口組「定例會」發表新直参（直系組長）人事昇格，分別為：良知組・良知政志組長（原後藤組若頭）、藤友會・塚本修正會長（原後藤組總本部長）、秋良連合會・秋良東力會長(原太田會組長代行)、三代目一心會・能塚 惠會長(原二代目一心會若頭)、一道會・一之宮敏彰會長（原二代目浅川一家舍弟頭）、清田會・清田隆紀會長（原水心會若頭、後二代目伊豆組舍弟）等6人。 
2008年11月11日，良知政志帶領的良知組和塚本修正帶領的藤友會，在靜岡市內的六代目清水一家本部事務所舉行「盃直」的成立儀式。儀式列席的人物名單中、瀧澤孝・芳菱會總長擔任「取持人」、鈴木一彦・旭導會會長擔任儀式「特別檢分役」、青野哲也・七代目一力一家總長為儀式的「奔走人」、濱田重正・濱尾組若頭擔任儀式的「媒酌人」、菱田達之・二代目愛櫻會會長擔任儀式的「見屆人」。
2019年3月15日 良知政志病逝。
2019年5月 竹嶋利王繼承良知組二代目組長；同年12月13日升任六代目山口組直系。

## 最高幹部

### 二代目
- 組長・竹嶋利王 （六代目山口組若中）
- 組長代行・小椋靖治（小椋組組長）
- 舍弟頭・日高丈昌（日高組組長）
- 本部長・磯部征二（磯部組組長）

### 初代目
- 組長・良知政志（六代目山口組若中、原後藤組若頭）
- 若頭・石原英也（政龍會會長）-東京都新宿
- 組長代行・早川 清（源清田一家總長。原源清田會若頭、吉田早川組組長）- 新潟
- 舍弟頭・小椋靖治（小椋組組長）
- 本部長・日高丈昌（日高組組長）
- 統括委員長・竹嶋利王（政龍會若頭 竹嶋會會長）
- 副本部長・坂本和敬（良政会会長）
- 舍弟頭補佐・田中宏一（寄居一家二代目高橋組組長）
- 舍弟頭補佐・八木 剛（剛志會會長）
- 若頭補佐・田邊 武（二代目大心會會長）
- 若頭補佐・保志圭一（二代目坂本組組長）
- 若頭補佐・皆川 仁（三泉會會長）
- 慶弔委員長・山本佳訓（山友會會長）
- 事務局長・今井昭雄（二代目諏訪組組長）

## 資料來源
1. ↑  六代目山口組直参　良知政志組長逝く　菱の代紋に懸けた激動の40年 （页面存档备份，存于） 週刊実話2019年4月4日號
2. ↑  六代目山口組直系組織の“初陣”　二代目良知組盃直し激撮 （页面存档备份，存于） 週刊実話2019年4月4日號
3. ↑  六代目山口組 射殺事件の6時間前に挙行 新直参4人が司忍組長と決意の「親子盃」 （页面存档备份，存于） 週刊実話 2019年12月7日